# Metoda Boocha
Metoda Boocha (ang. Booch Method) - to niegdyś często używana notacja w obiektowej analizie i projektowaniu. Nazwa pochodzi od twórcy - Grady'ego Boocha. Obecnie zastąpiona przez UML, który zapożyczył z niej część koncepcji.

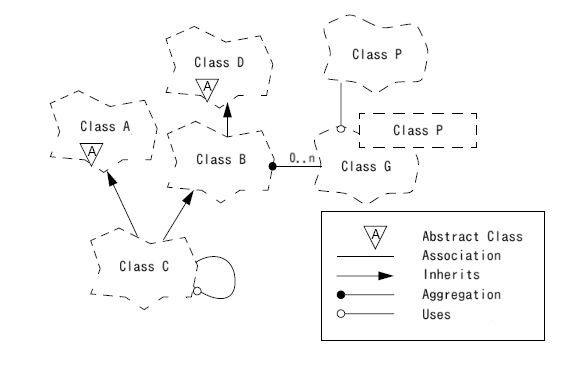
Diagram klas

W metodzie Boocha rozróżniamy pięć typów diagramów:
- klas (class diagrams)
- obiektów (object)
- stanów (state event)
- modułów (module)
- procesów (process)
- interakcji (interaction)

Cechą charakterystyczną dla tych diagramów jest sposób przedstawiania klas i obiektów - u Boocha są to "chmury", w pierwszym przypadku z przerywanym, a w drugim - ciągłym brzegiem.